# هاردستية
الهاردستية (الاسم العلمي:†Hardistiella) هي جنس منقرض من اللافكيات تتبع فصيلة الجلكيات المايو من رتبة الجلكيات.